# New England Metal and Hardcore Festival
 (juin 2024).
Si vous disposez d'ouvrages ou d'articles de référence ou si vous connaissez des sites web de qualité traitant du thème abordé ici, merci de compléter l'article en donnant les références utiles à sa vérifiabilité et en les liant à la section « Notes et références ».
 (juin 2023).
Le New England Metal and Hardcore Festival est un festival de metal et de hardcore ayant lieu annuellement depuis 1999 aux États-Unis à Worcester dans le Massachusetts.

## Programmation

### Années 2000

#### 2001
Cannibal Corpse, Dimmu Borgir, Nile, The Haunted, Lamb of God, Malevolent Creation, Catastrophic (ex-Obituary), Monstrosity, Meshuggah, Amorphis, Opeth, Shadows Fall, Dying Fetus, Gorguts, God Forbid, Zao, Living Sacrifice, All Out War, Diecast, Skinless, All That Remains, Poison the Well, God Below, Exhumed, Cannae, The Hope Conspiracy, Killswitch Engage, Nullset (Gangsta Bitch Barbie), One King Down, Blood Has Been Shed, Vital Remains.

#### 2002
In Flames, Cannibal Corpse, Nile, Shai Hulud, Overcast, Soilwork, Throwdown, Poison The Well, Lamb of God, Dark Funeral, Killswitch Engage, God Forbid, Pissing Razors, Arch Enemy, Nora, Suicide Note, All That Remains, deadeyesunder, Blood Audio (ex-Overkill), Burma, Crematorium, 1000 Falling Sky's, Vexation, Burnt by the Sun, Light is the Language, Dasai, Severe Torture, Disavowed, Disgorge, Deeds of Flesh, Pig Destroyer, Deceased, Maudlin of the Well, Novembers Doom, Sky Came Falling, From Autumn to Ashes, Most Precious Blood, Devil May Care, Blood Has Been Shed, Misery Index, Scar Culture, Dim Mak, Kataklysm, 5.0

#### 2003
Opeth, Shadows Fall, Nevermore, Lacuna Coil, Kataklysm, Goatwhore, Novembers Doom, Noctuary, Full Blown Chaos, Beyond The Sixth Seal, Wasteform, Eviscerate, Blood Has Been Shed, DRI, Cannae, Bongzilla, Crematorium, Locked In A Vacancy, Scarlet, Grimlock, The Acacia Strain, Superjoint Ritual, Meshuggah, The Haunted, Suffocation, Lamb Of God, Converge, Killswitch Engage, Strapping Young Lad, Unearth, Eighteen Visions, Diecast, Speedkillhate, Nora, Bleeding Through, Beyond The Embrace, Chimaira, Harakiri, Drowning, Held Under, Dysrhythmia, Traumacide, Pig Destroyer, The Red Chord, Atreyu, Misery Index, Cephalic Carnage, Most Precious Blood, Mastodon, Hate Eternal, Caliban, Himsa, Premonitions Of War, 100 Demons, The Takeover, Uphill Battle, On Broken Wings.

#### 2004
Killswitch Engage, Arch Enemy, Machine Head, God Forbid, Iced Earth, Children of Bodom, Zao, Throwdown, Bleeding Through, A Perfect Murder, All My Sins, All That Remains, As I Lay Dying, The Autumn Offering, Between The Buried And Me, The Black Dahlia Murder, The Bled, Burnt By The Sun, Bury Your Dead, Byzantine, Cannae, Cattle Decapitation, Comeback Kid, Crematorium, Darkest Hour, Daughters, Deadwater Drowning, Diecast Diecast, Ed Gein, Embrace Today, Evergreen Terrace, Evergrey, Every Time I Die, Found Dead Hanging, From A Second Story Window, Full Blown Chaos, Glass Casket, The Judas Cradle, Kataklysm, Martyr AD, Misery Index, Misery Signals, Mortal Treason, Most Precious Blood, Nora, Pig Destroyer, The Red Chord, Reflux, Scar Culture, Scarlet, Since The Flood, Six Feet Under, Soilent Green, Speedkillhate, Terror, Through The Discipline, To The Grave, Twelve Tribes, Walls of Jericho, Watch them Die, What Weapons Bring War.

#### 2005
Hatebreed, Unearth, Obituary, Nightwish, Chimaira, Cryptopsy, King Diamond, Nile, Soilwork, A Life Once Lost, All Shall Perish, All That Remains, As I Lay Dying, Behemoth, The Black Dahlia Murder, Blood Has Been Shed, Bury Your Dead, Dark Tranquillity, Darkest Hour, Evergreen Terrace, Full Blown Chaos, Glass Casket, Hypocrisy, If Hope Dies, Internal Bleeding, Ion Dissonance, It Dies Today, Kylesa, Maroon, Misery Signals, Nimic, Premonitions Of War, Pro-Pain, The Red Chord, Reflux, Remembering Never, Scurvy, Sonata Arctica, Stemm, Strapping Young Lad, The Acacia Strain, The Agony Scene, The Esoteric, The Killing, The Minor Times, Throwdown, Trivium, Winter Solstic.

#### 2006
A Love Ends Suicide, Bronx Casket Company, Burn In Silence, Byzantine, Cannae, Dragonforce, Gamma Ray, Hypersolid, Inked In Blood, Into Eternity, Kid Deposit Triumph, Light This City, Mercury Switch, Protest the Hero, Sanctity, Withered, Wolf, xDeathStarx, 3, Bloodlined Calligraphy, Born Victim, Cellador, Daughters, Doomriders, Folly, Goat Horn, Phoenix Mourning, The Miles Between, Torn Asunder, xLooking Forwardx, Yakuza, 100 Demons, Arch Enemy, At All Cost, Caliban, Chimaira, Embrace The End, Exodus, God Forbid, Hate Eternal, Immolation, Into the Moat, Ion Dissonance, On Broken Wings, Overcast, Scars of Tomorrow, Since The Flood, Skinless, Suffocation, Terror, Colin of Arabia, Damnation AD, Death Threat, First Blood, Full Blown Chaos, Righteous Jams, Shoot To Kill, Spitfire, Sworn Enemy, The Human Abstract, The JonBenet, Turmoil, Alarum, Arsis, A Life Once Lost, Between the Buried and Me, Dead to Fall, Demiricous, Haste The Day, If Hope Dies, Lacuna Coil, Necrophagist, Nodes of Ranvier, Scarlet, Still Remains, The Absence, The Acacia Strain, The Black Dahlia Murder, The Red Chord, Through the Eyes of the Dead, Cephalic Carnage, Ed Gein, From A Second Story Window, Ligeia, Ringworm, Suicide Silence, Today I Wait.

#### 2007
Le 27 avril:
Behemoth, Dimmu Borgir, DevilDriver, Satyricon, Walls of Jericho, Kataklysm, 3 Inches of Blood, Still Remains, Skinless, The Devil Wears Prada, 100 Demons, Nora, Despised Icon, Abigail Williams, Nachtmystium, xDeathStarx, DÅÅTH, December Aeternalis, Merauder, Suicide Silence, Death Before Dishonor, Ligeia, Pale Horse, Kylesa, Bloodlined Calligraphy, Stick To Your Guns, Thy Will Be Done, Skeleton Witch, As Blood Runs Black, Beneath The Massacre, The Faceless, The Funeral Pyre.
Le 28 avril:
Unearth, Cannibal Corpse, The Black Dahlia Murder, The Red Chord, Job for a Cowboy, Lizzy Borden, God Dethroned, Impias, Goatwhore, 3, Shai Hulud, Since The Flood, Demiricous, Cellador, Hallows Eve, Beyond The Embrace, The Architect, Animosity, Psyopus, If Hope Dies, Gaza, The Absence, Forever In Terror, Apiary, Sons Of Azreal, The Destro, The Network, Epicurean.

### Années 2020

#### 2024
L'édition 2024 est prévue le 21 et 22 septembre.
Programmation : Suicidal Tendencies, Slaughter to Prevail, Machine Head, Converge, Bane, Asilay Dying, Nails, Over Kill, After The Burial, Better Lovers, Suicide Silence, Fullofhell, Incendiary, Throwdown, The Red Chord, Integrity, Shadow of Intent, Brand of Sacrifice, 200 Stab Wounds, Alluvial, Balmora, Brat, Corpse Pile, Death Before Dishonor, Disembodied Tyrant, Ends of Sanity, Fleshgod Apocalypse, Foreign Hands, Glacial Tomb, Ingested, Jarhead Fertilizer, Life Cycles, Mammoth Grinder, Missing Link, Mouth For War, No Cure, On Broken Wings, Pain of Truth, Psycho-Frame, Since The Flood, Trail of Lies, Tribal Gaze, Two Piece, Upon Stone, With Honor, The Zenith Passage  

#### 2025
L'édition 2025 est prévue le 20 septembre.
Programmation  : All Out War, Bayway, Big Ass Truck, Bury Your Dead, Cannibal Corpse, Chamber, Despised Icon, Drain, Full Of Hell, Gates to Hell, Gideon, Guilt Trip, Hard Target, Kublai Khan TX, Lorna Shore, Madball, Municipal Waste, PeelingFlesh, Sanguisugabogg, Shadow Of Intent, Teeth, The Black Dahlia Murder, Varials, Vomit Forth. 